# Упоз
Упоз — пресноводное озеро на территории Поросозерского сельского поселения Суоярвского района Республики Карелии.

## Общие сведения
Площадь озера — 1,3 км², площадь водосборного бассейна — 11 км². Располагается на высоте 191,5 метров над уровнем моря.
Форма озера лопастная, продолговатая: оно почти на четыре километра вытянуто с северо-запада на юго-восток. Берега изрезанные, каменисто-песчаные, местами заболоченные.
Из залива в юго-восточной залива оконечности озера вытекает безымянный водоток, впадающий в озеро Мегриярви, которое протокой Мегри соединяется с Кяльгозером — истоком реки Мегри, впадающей в озеро Кинаспуоли, соединяющееся короткой протокой с рекой Суной.
В озере расположено не менее шести небольших безымянных островов, рассредоточенных по всей площади водоёма.
Населённые пункты вблизи водоёма отсутствуют.
Код объекта в государственном водном реестре — 01040100211102000017876.